# 阿夸羅薩

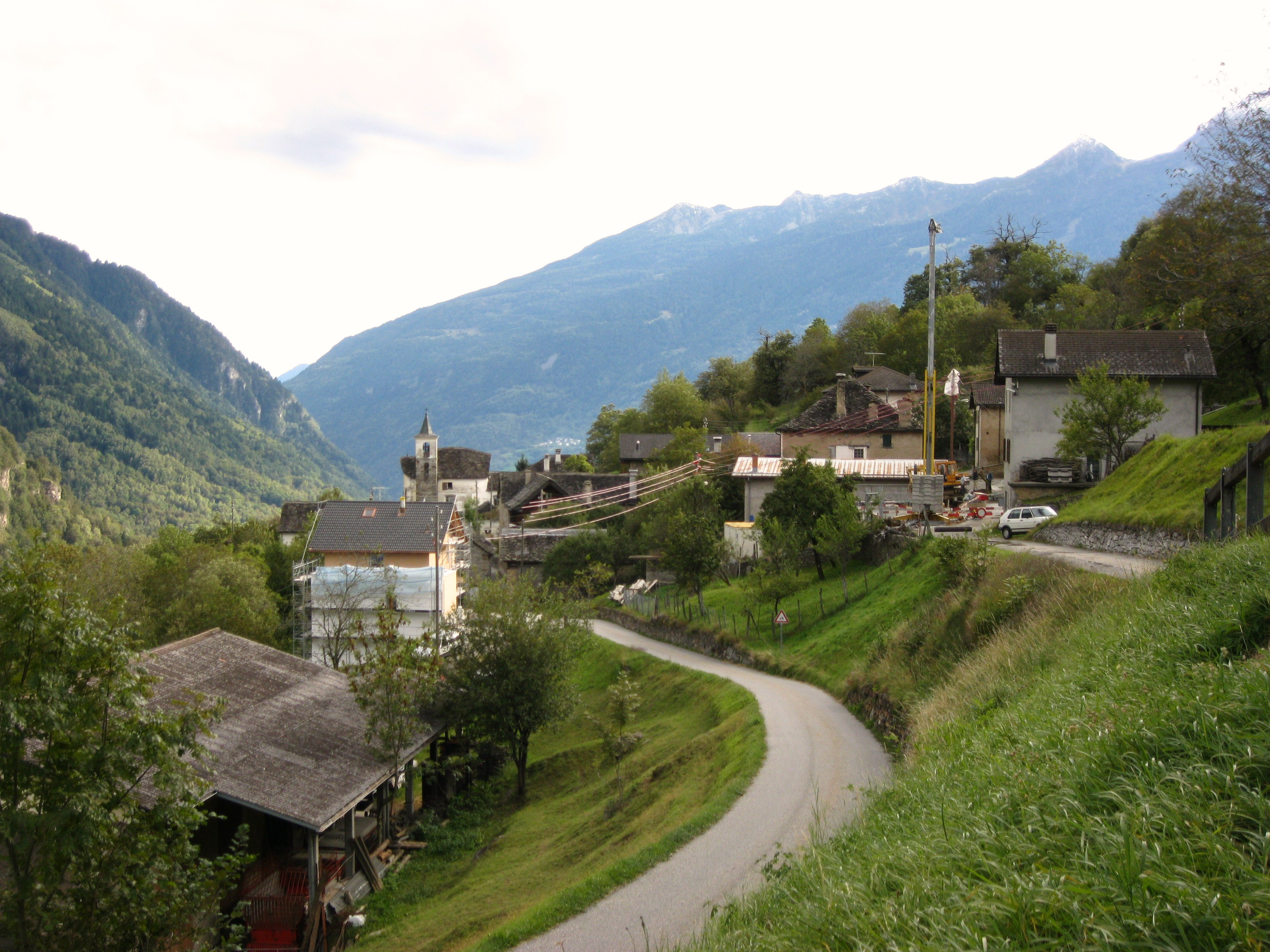

阿夸羅薩是瑞士的城鎮，位於該國南部，由提契諾州負責管轄，面積61.59平方公里，海拔高度528米，每年平均降雨量1318毫米，2011年人口1,816，人口密度每平方公里29人。